# Cinema Craft Encoder
Cinema Craft Encoder (se suele utilizar la abreviación "CCE") es un editor y codificador de vídeo MPEG-1/MPEG-2 creado por la compañía japonesa Custom Technology Corp. Comúnmente utilizado para crear DVD, tanto en el ámbito amateur como en el profesional, destaca sobre otros debido a la alta calidad y velocidad que ofrece (especialmente en contenido progresivo), en contra la interfaz es bastante inadecuada y rara lo cual puede causar confusión cuando se está aprendiendo a utilizar el programa. Para muchos es considerado el valor de referencia respecto a la codificación MPEG por software.

## Versiones
Al momento de creación de este documento (24 de junio de 2008) se ofrecían tres versiones del producto: 
HD encoder: versión para la creación de contenidos en HD (Alta Definición), es una solución dependiente de hardware acelerador, lo cual aumenta significativamente la velocidad de proceso, pero también aumenta el costo del producto, y limita el uso al equipo que se incluyó en la compra. La versión actual es la 1.064.
Xtream: La versión de más alto nivel, y la utilizada por las casas profesionales de autoría de DVD, es una solución dependiente de hardware acelerador, lo cual aumenta significativamente la velocidad de proceso, pero también aumenta el costo del producto, y limita el uso al equipo que se incluyó en la compra. La versión actual es la 1.06.05.
SP2: En cuanto a capacidades es básicamente igual que la versión "Pro"/"Xtream", pero no necesita hardware dedicado, trabaja bajo Windows NT/2000/Xp/2003/Vista, necesita por lo menos 512 MBs de RAM, y un CPU de 500 MHz, aun sin hardware especial es más rápido que sus competidores, con un Athlon XP 2000+ se obtienen velocidades de codificación superiores a tiempo real (1.00x). Su precio es de $1,950 (Al 24 de junio de 2008), de lo que se deduce que el consumidor objetivo son los profesionales y semiprofesionales del video, pero a causa de la piratería muchos entusiastas lo utilizan (aunque esto signifique violar derechos de autor). La versión actual es la CCE SP2 1.00.01.02
Basic: Debido al enorme uso de la versión "SP" entre entusiastas y al auge de la creación de DVD en el público general, Custom Technology Corp decidió actualizar la rezagada versión "Lite" por esta en un intento para obtener parte de ese nuevo mercado, la versión "Basic" mantiene la mayoría de las opciones de alto nivel de sus hermanas mayores, solo limitando el modo multipasada a doble pasada, simplificando los filtros contra ruido y eliminando el uso de matrices adaptativas; la diferencia de calidad es mínima, pero la de precio no, $59 (Al 27 de abril de 2006). La versión actual es la 2.70.01.16.